# Oligoryzomys
Genre
Oligoryzomys est un genre qui regroupe plusieurs espèces de rongeurs de la famille des Cricétidés qui se rencontrent en Amérique du Sud et en Amérique centrale.

## Liste des espèces
- Oligoryzomys andinus (Osgood, 1914)
- Oligoryzomys arenalis (Thomas, 1913)
- Oligoryzomys chacoensis (Myers & Carleton, 1981)
- Oligoryzomys delicatus (J.A. Allen & Chapman, 1897)
- Oligoryzomys delticola (Thomas, 1917)
- Oligoryzomys destructor (Tschudi, 1844)
- Oligoryzomys eliurus (Wagner, 1845)
- Oligoryzomys flavescens (Waterhouse, 1837)
- Oligoryzomys fulvescens (Saussure, 1860)
- Oligoryzomys griseolus (Osgood, 1912)
- Oligoryzomys longicaudatus (Bennett, 1832)
- Oligoryzomys magellanicus (Bennett, 1836)
- Oligoryzomys microtis (Allen, 1916)
- Oligoryzomys nigripes (Olfers, 1818)
- Oligoryzomys vegetus (Bangs, 1902)
- † Oligoryzomys victus (Thomas, 1898)
- † Oligoryzomys sp. de Guadeloupe (éteint avant d'avoir pu être décrit)